# Tony Maestracci
Tony «Cash» Maestracci es un músico venezolano, ex baterista de la banda de rock venezolana Tomates Fritos por catorce años.
En 2013 participó en el concierto Locos Por La Paz en el Centro Cultural BOD, en Caracas, donde se fusionaron el Sistema Nacional de Orquestas y Coros Juveniles e Infantiles de Venezuela, la Orquesta Sinfónica Juvenil de Conservatorio Simón Bolívar, Rock & MAU y otros músicos.
En abril de 2021 se realizaron varias denuncias de abuso sexual en contra de músicos en Venezuela, incluyendo a Maestracci. Maestracci respondió a los señalamientos, rechazándolos. Posteriormente Tomates Fritos informó sobre la renuncia del baterista. El 28 de abril el Ministerio Público de Venezuela anunció que abriría una investigación contra Tony por las denuncias de abuso sexual, junto con el poeta Willy Mckey y el músico Alejandro Sojo.
El 25 de mayo el Ministerio Público venezolano emitió una orden de captura tanto contra Alejandro Sojo como contra Maestracci.